# Lourenço Vicente
Lourenço Vicente (Lourinhã, data deconhecida - Braga, 1397) foi um arcebispo de Braga, Primaz das Espanhas e defensor de D. João I.

## Biografia
Tendo saído da Lourinhã, só se tem notícias dele na década de 1330, frequentando as universidades de Montpellier, Toulouse, Paris e Bolonha.

### Reinado de D. Fernando I
Em 1372, já como bacharel em Leis, D. Lourenço foi nomeado cónego da Sé de Lisboa, quando occoria o cerco de Lisboa, na chamada segunda guerra fernandina. Nesse mesmo ano foi nomeado Desembargador e Vedor da Fazenda do rei D. Fernando.
Em 1373, e por empenhamento do rei, foi eleito arcebispo de Braga e Primaz das Espanhas, pelo Papa Gregório XI, sendo sagrado pelo papa em Avinhão no dia 14 de janeiro do ano seguinte.
Foi um dos principais conselheiros de D. Fernando I, embora o seu relacionamento com o monarca tenha esfriado a partir do ano de 1377, na sequência de um ambiente de intrigas fomentado por D. Leonor Teles.

### Crise dinástica e reinado de D. João I
Politicamente, depois da morte de D. Fernando, foi um dos acérrimos defensores de D. João I na crise de 1383-1385, tendo pronunciado o discurso inaugural de aclamação do Mestre de Avis como Rei de Portugal, em 1385, nas Cortes de Coimbra. 
Logo após a proclamação do mestre de Avis como "defensor e regedor do reino", D. Lourenço Vicente foi uma das seis personalidades que receberam o título de seu conselheiro. Nesta sua qualidade, foi referido pelo próprio rei, juntamente com D. Nuno Álvares Pereira, nos seguintes termos: "O Arcebispo e o Condestável são os meus dois olhos".
D. Lourenço não se limitou, na sua ação, apenas ao aconselhamento político, pois teve um papel ativo na condução da guerra, tendo sido responsável por formar uma frota com vista a combater os assaltos marítimos do rei de Castela.

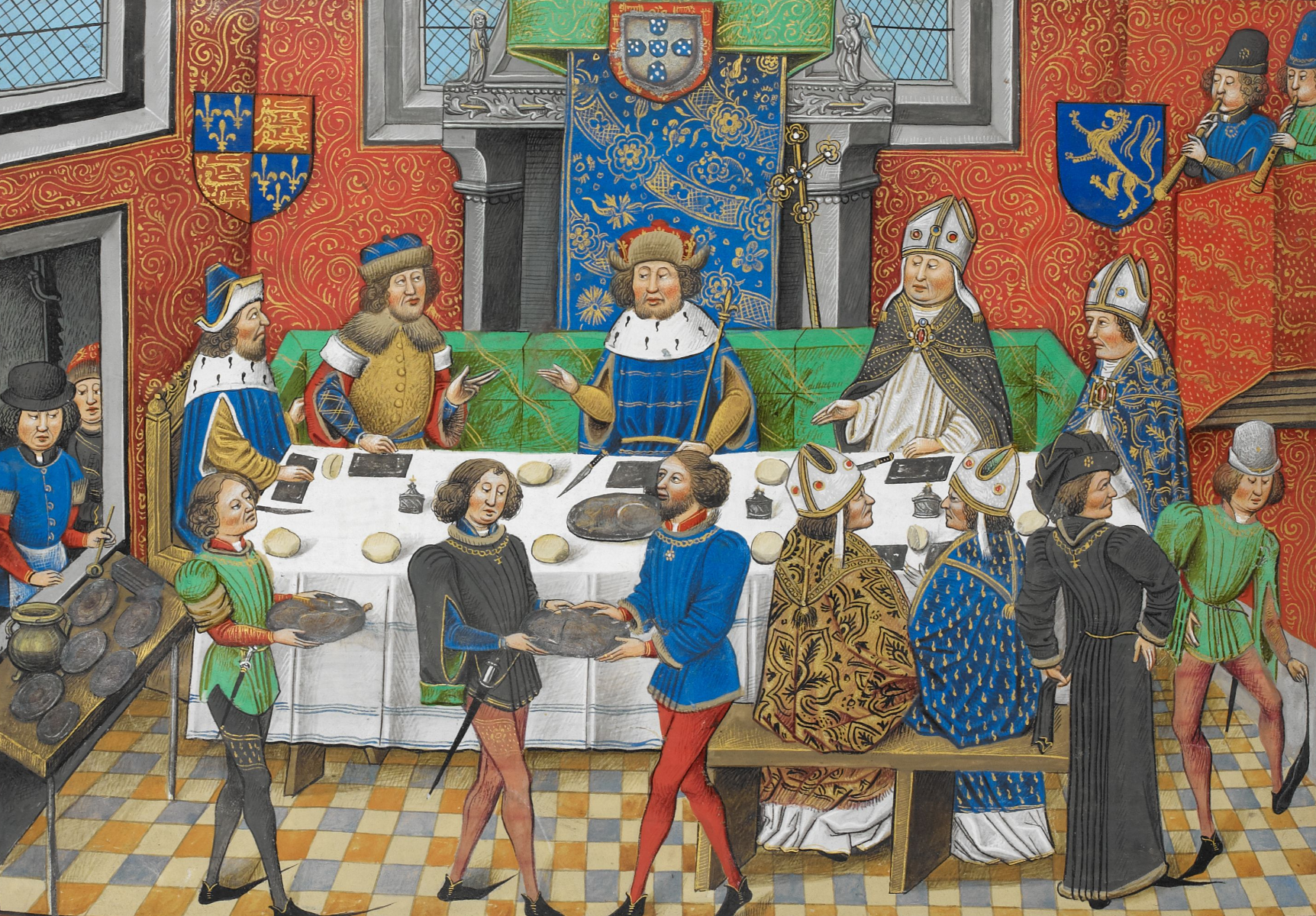
O jantar de João de Gante, Duque de Lencastre e Aquitânia, com D. João I. Sentado à esquerda do monarca português está o arcebispo D. Lourenço Vicente, tendo por trás o seu escudo heráldico (de azul, com leão dourado)

Militarmente, participou também na batalha de Aljubarrota onde foi ferido, ficando para sempre com cicatrizes no rosto ("as ribeiradas de sangre do meu gilvaz") e esteve depois presente também na tomada de Guimarães.
Antes do início da batalha de Aljubarrota, D. Lourenço Vicente recebeu a confissão do mestre de Avis e, exibindo a sua cruz processional, abençoou a hóstia da comunhão, invocou a ajuda de Deus e da Virgem, e absolveu e perdoou todos os combatentes, em nome de indulgências recebidas do Papa Urbano VI, no contexto do cisma que então opunha os partidários do Papa de Avinhão aos do Papa de Roma.
Em 26 de agosto de 1385, pouco depois de Aljubarrota, escreveu ao Abade do mosteiro de Alcobaça uma carta em que dá conta da situação militar em Portugal, nos seguintes termos:
"Ontem tive letra e mensagem do Condestável que me fazia saber que el-rei de Castela estivera em Santarém e andava como desvairado, maldizendo a sua vida e jurando pelas barbas (...) Também ouvi outro dia que ele se ia embarcar na frota que jazia sobre Lisboa, por não levar caminho de terra; se ora os ventos lhe fizessem por água o que cá lhe fizeram por terra, de bom fadário nos livrariam (...) João Vaz de Almada e Antão Vasques, seu irmão, estiveram aqui Domingo juntamente com Mem Rodrigues [de Vasconcelos] foram para Lisboa a ver a melhor maneira de estorvar os castelhanos que estão na frota..."
O Rei D. João I o fez também senhor e alcaide-mor da Lourinhã (respectivamente, em 10.10.1384 e 07.02.1385).
A sua proximidade com o rei ficou de novo evidenciada em 1386, no banquete oferecido por D. João I ao duque de Lencastre, em Ponte de Mouro, junto a Monção, quando ficou sentado na mesa à esquerda do monarca português.

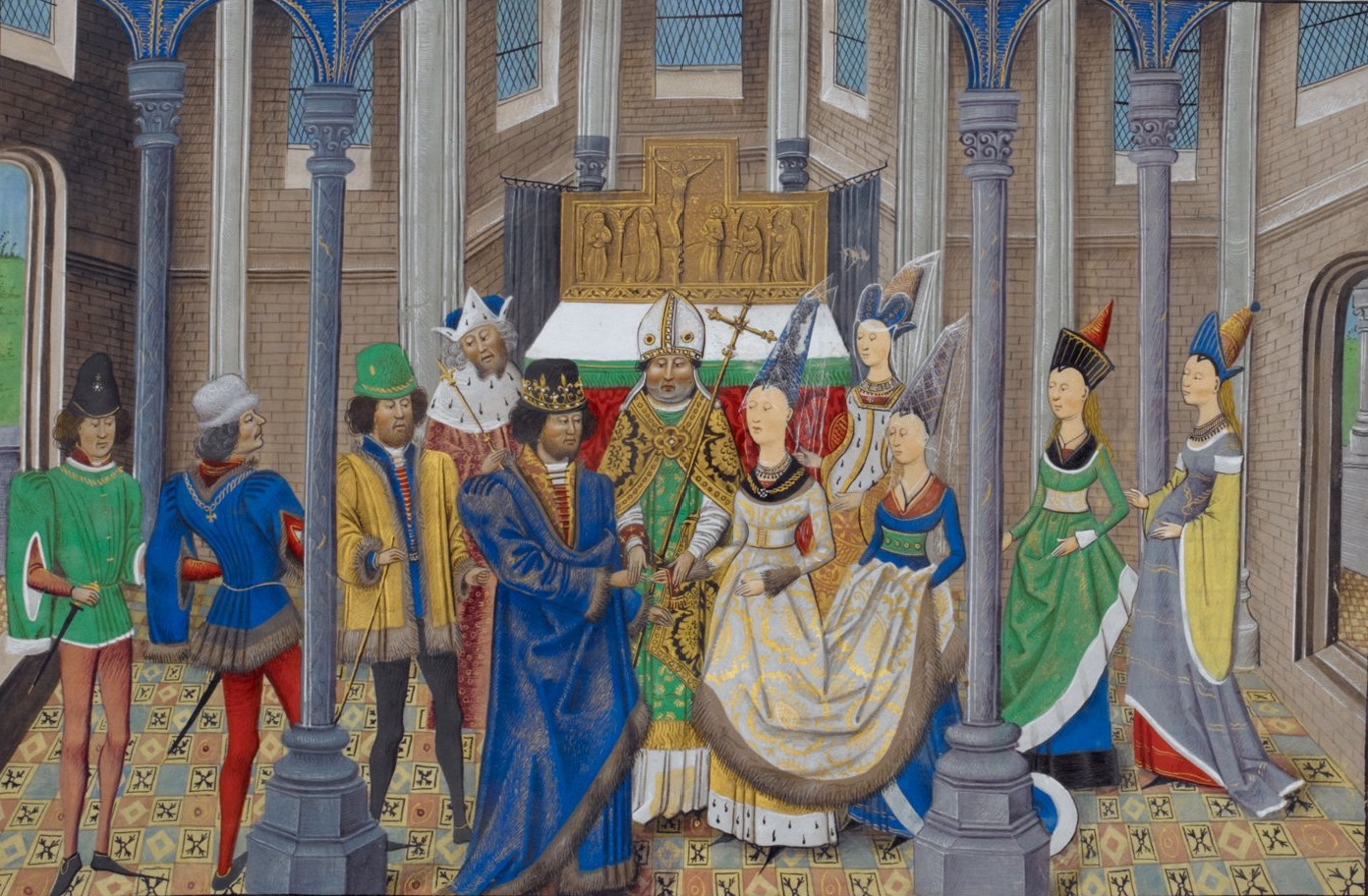
O casamento de D. João I com D. Filipa de Lencastre, nas Crónicas de Inglaterra, de Jean de Wavrin. No centro, com seu báculo, está o Arcebispo D. Lourenço Vicente

No casamento de D. João com D. Filipa de Lencastre, em 02.02.1397, acompanhou a noiva e abençoou o tálamo nupcial, permanecendo junto da rainha quando D. João I partiu para mais uma campanha militar.
Pacificada a Nação, regressou a Braga tendo-se dedicado ao seu arcebispado até à data sua morte, em 1397.
Foi durante o seu episcopado que, a pedido de D. João I, se reajustaram as fronteiras políticas e religiosas nacionais, ficando a arquidiocese de Braga com as dioceses do Porto, Viseu e Coimbra como sufragâneas.
Na Lourinhã, sua terra natal, mandou edificar a Igreja de Santa Maria onde, supostamente, estariam sepultados os corpos de sua mãe e de sua avó. Teria sido também sob a sua influência que surgiu na Lourinhã a leprosaria de Santo André.

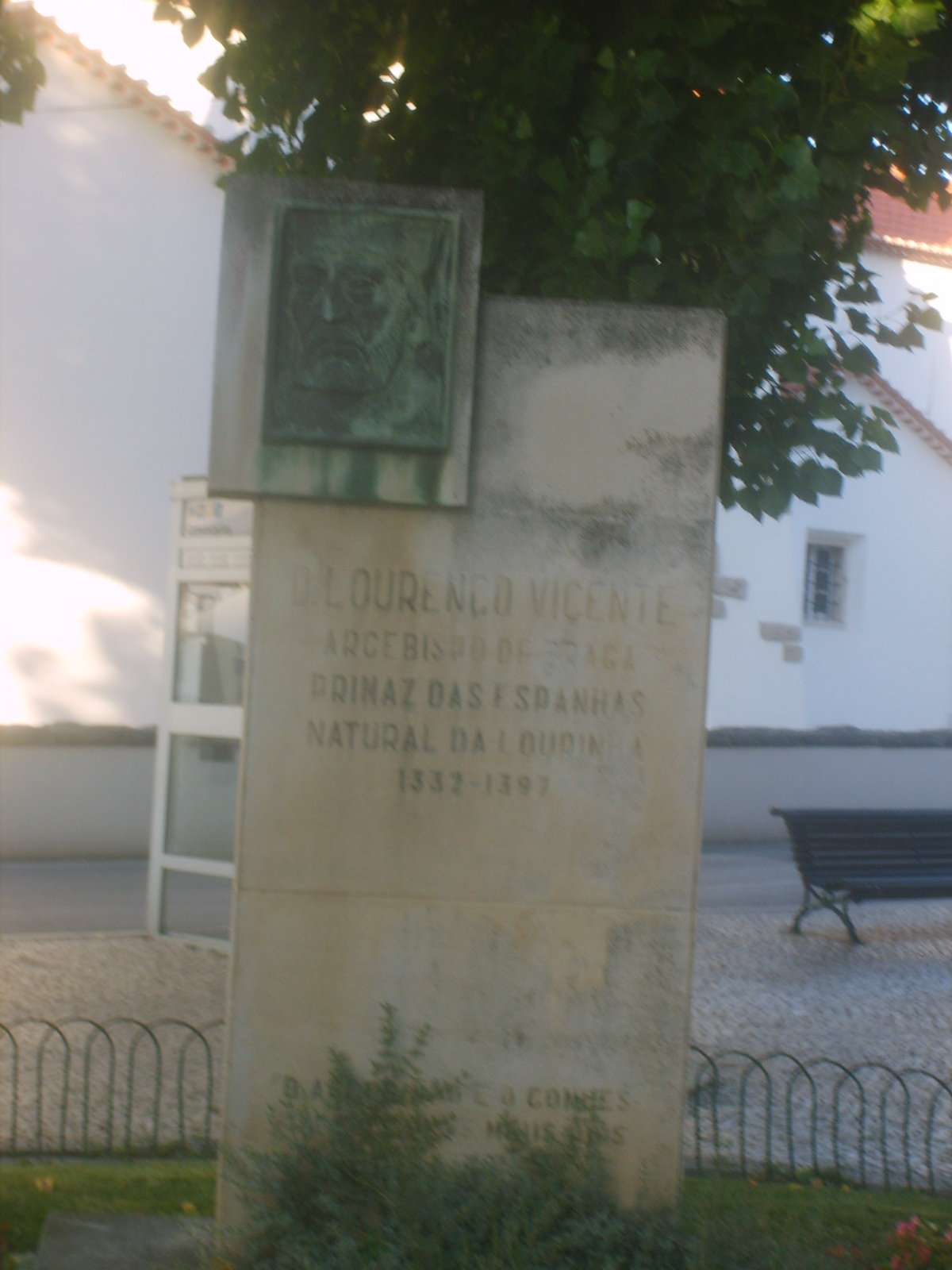
D. Lourenço Vicente em Lourinhã

## Descendência
Segundo o genealogista e escritor Felgueiras Gaio (citando várias fontes, entre as quais D. Joaquim de Azevedo, autor de uma renomada "História eclesiástica da cidade e bispado de Lamego"), D. Lourenço Vicente teve um filho bastardo, chamado Vasco Lourenço, que casou com Maria Anes da Veiga, deixando descendência nos condes de Castelo Melhor (que por várias gerações usaram também o sobrenome Veiga) e nos Távoras e depois Azevedos, da Casa da Torre das Pedras, em Paredes da Beira, que tiveram o senhorio dos Direitos Reais da mesma vila.
Teve também uma filha ilegítima, Branca Lourenço, que se viu afastada da corte no ano de 1377, por pressão de D. Leonor Teles.
Por outro lado, o escritor e genealogista Manuel Abranches de Soveral refere que o arcebispo de Braga teve uma irmã, chamada Teresa Rodrigues, que da sua ligação com Fernão Gonçalves de Meira - senhor de juro e herdade de Viana, da Nóbrega, e de Ribeira de Soaz (em 1369) e alcaide-mor de Torres Vedras por D. Fernando I - teve uma filha, Mécia de Meira, casada com Nuno Gonçalves de Ataíde, com descendência.